# Saskia Buschmann
Saskia Buschmann (* 1979 in Aurich) ist eine deutsche Politikerin (CDU). Seit 2022 ist sie Mitglied des Niedersächsischen Landtages.
Nach Schulbesuch und Abitur in Aurich wurde Buschmann 1999 Beamtin der niedersächsischen Polizei; seit 2016 war sie im Zentralen Kriminaldienst der Polizeiinspektion Aurich/Wittmund eingesetzt. Im Fernstudium studierte sie an der Fernuniversität in Hagen Politik- und Verwaltungswissenschaft und erlangte einen Bachelorabschluss.
Saskia Buschmann ist Vorsitzende des CDU-Ortsverbandes Aurich-Mitte und stellvertretende Vorsitzende des CDU-Bezirksverbandes Ostfriesland. Seit den Kommunalwahlen in Niedersachsen 2021 ist sie Mitglied von Stadtrat und Kreistag Aurich; sie ist dort schwerpunktmäßig in den Bereichen Schul- und Verkehrspolitik tätig. Bei der Landtagswahl in Niedersachsen 2022 trat sie im Wahlkreis Aurich und auf Platz 22 der Landesliste an. Während sie im Wahlkreis dem langjährigen SPD-Abgeordneten Wiard Siebels unterlag, gelang ihr über den Landeswahlvorschlag der Einzug ins Parlament.
Buschmann ist Vorsitzende der Kreisgruppe Aurich der Gewerkschaft der Polizei. Sie ist Schwimm- und Rettungsschwimmlehrerin und Mitglied des DLRG-Bezirksvorstands Ostfriesland.